# Artur III de Bretanya
Artur III de Bretanya conegut com el Conestable de Richemont o Artur III el Justicier (castell de Suscinio /Sarzeau, 24 d'agost de 1393 - Nantes, 26 de desembre de 1458), fill de Joan IV de Bretanya, duc de Bretanya, i de la seva tercera esposa Joana de Navarra, va ser conestable de França a partir de 1425 i duc de Bretanya de 1457 a 1458.

## Orígens

Blasó del conestable de Richemont abans de ser duc de Bretanya

Va rebre del seu pare l'"honor" de Richmond», a Anglaterra, dit "honor", ja que els reis d'Anglaterra refusaven que els bretons portessin el títol de comte. Fou igualment duc de Turena, comte de Dreux, d'Étampes, de Montfort i d'Ivry i baró de Parthenay el 1415, però la donació no fou efectiva fins al 1427.
Joan V de Bretanya portava una política tractant bé els dos partits, anglès i francès. Quan va signar el tractat de Troyes que desposseïa a Carles VII de França, va autoritzar al seu germà Artur a combatre sota la bandera francesa.
Artur va combatre així als anglesos des de ben jove. Ferit i presoner a la batalla d'Agincourt (Azincourt) el 1415, va quedar presoner a Anglaterra durant cinc anys. El 7 de març de 1425 fou nomenat conestable de França pel rei Carles VII.

## Un compromís precoç
Al començament del segle XV la Bretanya del duc Joan V l'Anglòfil temporitzava amb les influències francesa i anglesa. Els vincles econòmics privilegiats de Bretanya amb Anglaterra el podrien orientar cap a una aliança Ultra-Mànega. Amb França, la desconfiança persistia, conseqüència, entre d'altres, de la temptativa fallada d'annexió del ducat pel regne francès el 1378. Artur de Richemont no obstant això fou autoritzat per Joan V, el seu germà, a reclutar tropes a Bretanya per tal de servir la causa dels Armanyac contra els Borgonyons, en la guerra civil que esquinça el regne de França.

## Captivitat

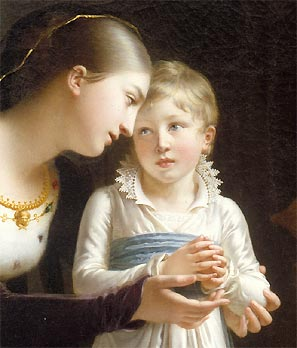
Joana de Navarra conduint a Artur a la tomba del seu pare (detall) (1806, Henriette Lorimier)

Mantingut en les seves funcions després del setge d'Arràs, Artur va tornar a París l'octubre de 1414. Apreciat del delfí, rebé les terres de Joan II de Parthenay-Larchevêque, culpable als ulls del rei d'haver defensat la causa dels Borgonyons al setge d'Arràs. Per tal de recollir les possessió i béns d'aquest senyor, jutjat rebel, Richemont va haver d'entrar en campanya el juny de 1415.
L'agost, el desembarcament de les tropes angleses d'Enric V d'Anglaterra, a Normandia, trastorna les prioritats. Richemont es reuneix llavors amb el delfí Lluís de França a Azincourt al capdavant d'un fort contingent d'homes d'armes bretons. Incitat al matí del 25 d'octubre, el desastre es va consumar al final de la tarda. Els joves cavallers d'elit francès van morir en la flor de l'edat. Richemont no en va sortir ben parat: ferit, va ser portat captiu a Angleterre. Comença per al jove príncep bretó un llarg període de captivitat. Empresonat al castell de Fotheringay, fou transferit el 1420 a la Torre de Londres, sota la vigilància de Roger Ashton. Encara que detingut, Richemont va concedir poders al seu germà, Joan V de Bretanya, per defensar els seus interessos i negociar una treva en els assumptes personals que l'oposaven al senyor de Parthenay-Larchevêque.
Enric V autoritza aviat, sota la pressió de la diplomàcia, a anar a França al seu preciós presoner. Richemont va sortir doncs d'Angleterre el setembre de 1420, acompanyat d'alguns genets bretons. El maig de 1422, sempre captiu dels anglesos, va assistir impotent a la presa de Meaux. Alguns dies més tard, Richemont fou testimoni de l'entrada triomfal del rei Enric V d'Angleterre a París. Els historiadors francesos de l'època no li van perdonar aquest període passat al costat dels anglesos, sospitant que va estar temptat d'abraçar la causa de l'enemic. No és finalment més que després de la defunció del monarca anglès que Artur recobra una total llibertat, considerant no deure res més als anglesos. Aquesta vegada foren els historiadors britànics els que no el van valorar gaire.

## La tria de les armes franceses

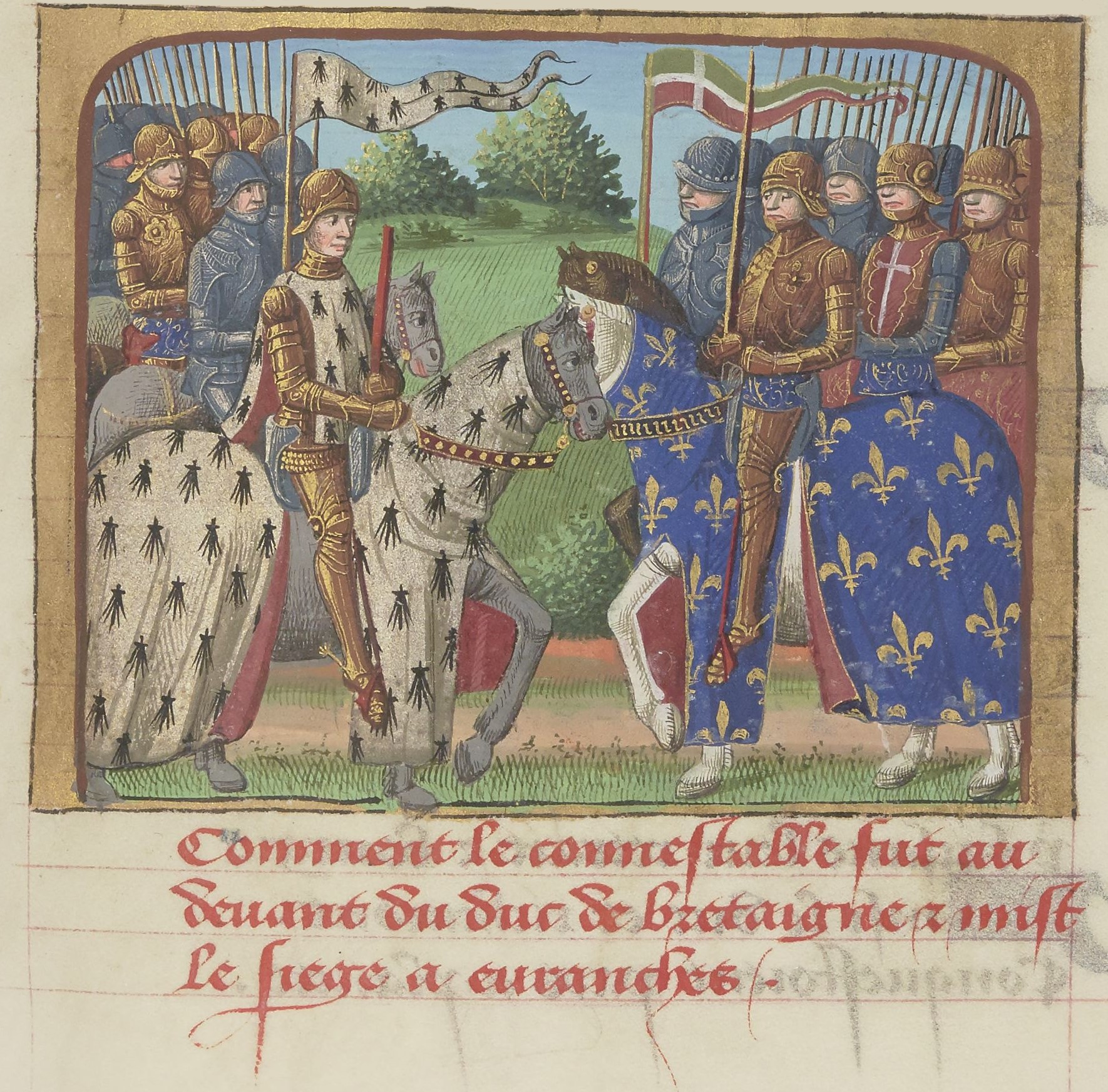
Il·luminació del s. XV representant Francesc I de Bretanya i Arthur IIII, el conestable de Richemont.

Desfet de tota trava, Richemont s'afanya de negociar els termes del seu matrimoni amb Margarida, duquessa de Guiena, vídua del delfí Lluís i germana del duc de Borgonya Felip III el Bo. El matrimoni fou celebrat a Dijon el 10 d'octubre de 1423.
El desastre francès de Verneuil (1424) va deixar vacant el càrrec de conestable de França: una entrevista preliminar entre Carles VII i Artur de Bretanya va tenir lloc l'octubre de 1424, a Angers. Richemont accepta l'espasa de conestable que li remet el rei, a Chinon, el 7 de març de 1425. L'entesa fou tanmateix de curta durada. El cercle de Carles VII s'esforça a perjudicar a Richemont davant del rei. Al començament de 1426, Richemont es va reunir amb el seu germà Joan V l'Anglòfil a Bretanya per enviar-hi de nou els reclutadors abans d'assetjar, sense èxit, als anglesos a Saint-James de Beuvron, prop d'Avranches. Una segona derrota de les tropes manades per Richemont als Bas-Courtils, sobre les arenes del Mont Saint-Michel, va tornar a Joan V més prudent. Va prohibir al seu germà arriscar de nou la noblesa bretona per a tan petites empreses.
La prudència de Joan V i la calma diplomàtica anglo-borgonyona debilitaren la posició de Richemont davant Carles VII. Se lo va fer difícil de reclutar tropes a Bretanya i ja no va poder jugar a mediador entre Carles VII i Borgonya. Privat de la seva pensió de conestable, Richemont es va haver de conformar a lliurar batalles secundàries prop de Parthenay i de Fontenay-le-Comte.
En febrer de 1427, amb Violant d'Aragó, va capturar i executar a Pere de Giac, el "favorit" del rei, que exercia les seves rapinyes sobre el tresor de la corona i fomentava una guerra costosa i desastrosa aconsellant al rei.
Els anglesos feien inquietants progressos. Després d'apoderar-se de Laval i de Le Mans, les tropes del comte de Salisbury s'avançaren cap a Orleans. L'octubre de 1428, intentaren assetjar el lloc. Carles VII es nega (malgrat la urgència de la situació) a cridar a Richemont. La desgràcia del conestable es va perllongar. La tramesa de socors a Orleans va decidir a Richemont a passar per sobre de les directrius reials que intentaven apartar-lo dels assumptes. Després d'haver reunit finalment tropes a Bretanya, el conestable va començar la seva marxa. Fou en el transcurs de la seva cavalcada que s'assabenta de l'aixecament del setge d'Orleans i de la conquesta de Jargeau per l'exèrcit francès. L'acostament de Richemont va sembrar el trastorn a l'exèrcit francès. Després d'haver consultat els capitans, Joana d'Arc va decidir acceptar la seva vinguda. La unió es va efectuar no lluny de Beaugency. Perseguits i desfets a Patay i a Beaugency, els anglesos perderen molts dels seus caps. L'anglès John Talbot fou fet presoner. Malgrat la victòria, Richemont rebé l'ordre de tornar-se'n i els llocs forts li tancaren les seves portes al seu pas.
Lligat a la causa francesa, encara que sempre en desgràcia, Richemont se'n va anar a combatre a Normandia, obligant als anglesos a dividir les seves forces. Finalment, la caiguda de Jordi de La Trémoille, el 1433, favorit del rei Carles VII, va obrir a Richemont noves perspectives politicomilitars.

## Les campanyes victorioses

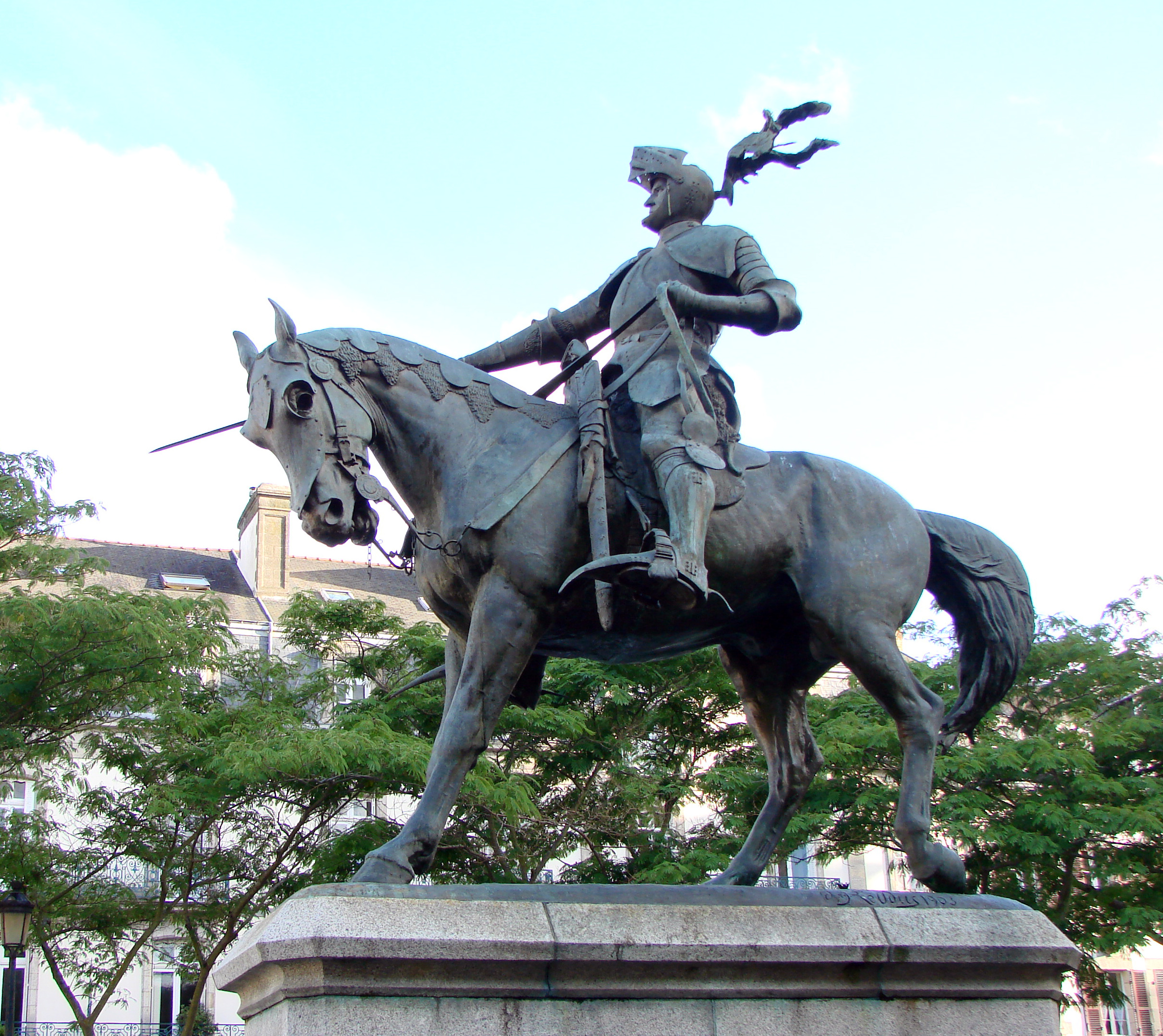
Estàtua d'Artur III de Bretanya a la Casa de la Vila de Vannes

De 1429 a 1457, va fer fora als anglesos de Normandia i d'una part de la Guiena. Fou ell qui va restablir la disciplina de l'exèrcit i va crear les companyies d'ordenança (avui gendarmes).
El 1432, en el moment del setge de Pouancé pel seu germà Joan V l'Anglòfil, duc de Bretanya, va acceptar combatre en el costat dels anglesos, però aconseguí negociar un tractat permetent posar fi al setge abans que la ciutat caigués.
D'ara endavant els bretons del conestable es centrararan a Illa de França i a Normandia. Al començament de 1434, imponents forces va fer front als anglesos, no lluny de Sillé-le-Guillaume. El juliol de 1434, Richemont va aconseguir fer aixecar el setges de Laon i de Beauvais. Va guanyar llavors la Xampanya i Lorena. Conscient del gir que prenien els esdeveniments, el duc de Borgonya Felip el Bo va iniciar per la seva part, un acostament a França. A la primavera de 1435, capitans bretons, sota ordre del conestable, sorprengueren la guarnició anglesa de Saint-Denis i aconseguiren instal·lar-s'hi provisionalment. Tanmateix, per fer fora als anglesos, que dominaven la ciutat des de la Presa de Paris en 1420 calia mantenir-s'hi de manera durable.
El 8 de març de 1436, Carles VII va nomenar a Richemont tinent-general a Illa de França, Normandia, Xampanya i Brie, amb l'encàrrec de reprendre París. Havent rebut el reforç de tropes borgonyones, els anglesos foren rebutjats a les portes de la capital. El 13 d'abril de 1436, Richemont es va presentar sota els murs de la ciutat. La ciutat estava en plena efervescència. Víctimes del furor popular dels Parisencs, els anglesos es van haver de refugiar a la Fortalesa de Saint-Antoine. El 15 d'abril, la guarnició va capitular La presa de París va reforçar encara més la posició de Richemont davant Carles VII, atès que els bretons del conestable s'il·lustraren a Illa de França al costat dels grans capitans francesos, Joan de Dunois, Étienne de Vignolles (La Hire) i Jean Poton de Xaintrailles.
Certes gelosies van aparèixer de vegades com al setge de Montereau, el 1437, on un cronista refereix el temor dels francesos de veure als bretons apoderar-se de la ciutat abans que ells.
El 1437, de concert amb Pere de Rieux es va apoderar del Pays de Caux. El juliol de 1439, Richemont i els seus capitans, Pere de Rostrenen, Tugdual de Kermoysan i Joan Budes, començaren el setge de Meaux, un dels més sòlids llocs forts del regne. Meaux va caure el 12 d'agost després d'una irresistible ofensiva. Olivier de Coëtivy va rebre la guarda del lloc de mans del conestable de Richemont, el qual se'n va tornar a París a trobar el rei. En els mesos que seguiren, Richemont es va esforçar a reorganitzar l'exèrcit inaugurant una llarga sèrie de normes. El 1441, la conquesta de Pontoise va posar terme a la reconquesta d'Illa de França.
El 1440, la revolta dita de la Pragueria va intentar desfer-se d'ell. El 1442, l'expedició de Tartas va donar al conestable l'ocasió d'una verdadera demostració de força a Guiena i a Gascunya.
En l'aspecte personal, Richemont va contreure segon matrimoni amb Joana d'Albret abans d'arribar a Bretanya, el desembre, per veure-hi a Francesc I de Bretanya, el nou duc, el seu nebot, i fer la seva entrada a la ciutat de Rennes.
Les treves de Tours, concloses el 1443, permeteren al conestable allunyar els combatents perillosos fora del regne i continuar les seves reformes militars, en nom de Carles VII.
Per aquesta raó, la reconquesta de la Guiena, que marca la fi de les operacions militars de la guerra dels Cent Anys es va fer sense ell. El 1453, els bretons que servien a Castillon, ja fora de les ordres del conestable que fou apartat, foren manats pel jove Francesc II de Bretanya, comte d'Étampes.

## L'assumpte Gil de Bretanya
El 24 d'abril de 1450, Olivier de Méel, antic escuder d'Artur el 1442, va assassinar Gil de Bretanya, fill de Joan V l'Anglòfil i senyor de Champtocé, representant del partit proanglès al ducat. Gil era nebot d'Artur, i germà del duc Francesc I de Bretanya. El seu homicidi consumat, Olivier de Méel va fugir a França on va trobar asil al castell de Marcoussis en terra francesa. Allí fou agafat per dos escuders d'Artur, per portar-lo per ser executat a Vannes el 8 de juny de 1451, el que va posar en marxa un conflicte amb el rei de França.

## Artur III duc de Bretanya
El 22 de setembre de 1457, Artur de Richemont va veure com el seu segon nebot, Pere II de Bretanya, successor de Francesc I de Bretanya, moria al seu torn. Aquesta desaparició el va convertir en el nou duc de Bretanya. Al cap d'un curt principat de tretze mesos, va morir al seu torn, deixant el ducat al seu nebot, Francesc II de Bretanya, fill gran de Ricard de Bretanya (Ricard d'Étampes). Es diu que preparava la invasió d'Anglaterra.

## Artur III i l'homenatge
Va fer un homenatge no lligat per Bretanya. En Ocasió d'una invitació del rei a tornar, en tant que par de França, a Montargis per al procés del duc d'Alençon, declara per una carta datada de l'11 de maig de 1458: 
| « | He servit sempre a Carles i el seu regne; sóc conestable, i com a tal estic obligat a obeir les ordres del rei, però no com a duc de Bretanya. No sóc par de França, atès que el meu ducat mai no ha format part del regne, i no n'és un desmembrament; i per no comprometre la independència dels meus assumptes, no compareixeré ni a Montargis ni a un altre lloc | » |

.

## Matrimonis

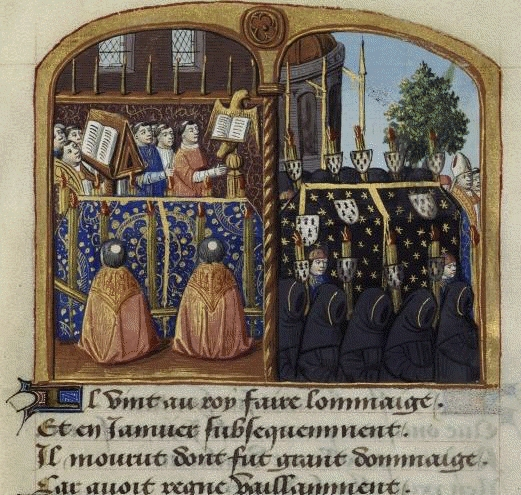
El funeral de Pere II de Bretanya i d'Artur III, per Marcial d'Alvèrnia, il·luminació procedent de l'obra "Vespres de Carles VII", París, França, {segle XV)

Es va casar tres vegades, però no va tenir posteritat:
1. el 10 d'octubre de 1423 a Dijon, amb Margarida de Borgonya, filla de Joan I Sense Por.
2. el 29 d'agost de 1442 a Nérac, amb Joana II d'Albret (1425- 1444), comtessa de Dreux, filla de Carles II d'Albret i d'Anna d'Armanyac
3. el 2 de juliol de 1446 amb Caterina († 1492, filla de Pere I de Luxemburg, comte de Saint-Pol i de Brienne, i de Margarida dels Baus.

Va tenir però una filla natural: 
A anotar: Jaumeta de Bretanya, la "borda de Richemont", legitimada per cartes del rei donades a Saumur sense finança, al mes de setembre de 1443, casada el 15 de gener de 1438 a Artus Brecart, escuder. El seu pare Artur III li va donar com a dot en casar-se cent lliures de renda que va redimir pel do de la senyoria de Brehat el 9 de gener de 1451. Artus va ser fet capità de Mervant, després de Saint Aubin du Cormier i del Coudray-Salbart, per cartes del 8 d'octubre de 1457, a les que el duc, el seu sogre, va ajuntar una pensió anual de sis-vint escut l'1 de novembre, i per altres cartes del 15 de desembre del mateix any, el va confirmar en la possessió i propietat de la terra de Brehat. El seu fill François Brecart senyor de l'Isle de Brehat, va ser enviat a Angleterre el mes de juliol de 1491 per la duquessa Anna, per urgir al rei Enric VII a l'enviament de socors

## Reconeixement
- Una estàtua eqüestre del conestable feta per Arthur-Jacques Leduc (1905) domina el lloc de l'Ajuntament de Vannes.
- En record del conestable després duc de Bretanya, els legitimistes del comtat de Rennes van anomenar a la seva associació "Cercle Arthur de Richemont". Aquest cercle està adherit a la Federació Bretona Legitimista.
- La seva biografia és coneguda pel relat que en va fer Guillaume Gruel, un dels seus escuders: La Chronique d'Arthur III.

## Titulature
- Duc de Bretanya (1457-1458)
- Comte de Richmond (1393-1399)
- Conestable de França (1425-1458)
- Duc de Turena
- Comte de Dreux (1442-1444)
- Comte d'Étampes
- Comte de Montfort-l'Amaury (1457-1458)
- Comte d'Ivry
- Comte de Gien
- Baró de Parthenay